# Xã Leland, Michigan
Xã Leland (tiếng Anh: Leland Township) là một xã thuộc quận Leelanau, tiểu bang Michigan, Hoa Kỳ. Năm 2010, dân số của xã này là 2.043 người.